# Don't Fall Asleep Yet
Don't Fall Asleep Yet è un singolo del rapper canadese Powfu pubblicato il 5 febbraio 2020.

## Tracce
1. Don't Fall Asleep Yet – 2:26